# شهرستان هونگیوان
شهرستان هونگیوان (به لاتین: Hongyuan County) یک منطقهٔ مسکونی در چین است که در ولایت خودمختار نگاوا تبتی و کیانگ واقع شده‌است.